# Insertionssequenz
Insertionssequenzen (Insertionssequenz oder IS-Element) sind kurze, bewegliche DNA-Stücke bei Bakterien, Archaea und einigen Bakteriophagen mit sich gegenläufig wiederholenden Endsequenzen (engl. inverted repeats), welche sich in DNA einfügen können. Insertionssequenzen sind eine Form eigennütziger DNA.

## Eigenschaften
Insertionssequenzen
- besitzen eine Größe von circa 800–2000 bp
- werden ca. alle 10 Millionen Zellteilungen einmal transponiert (d. h. versetzt eingebaut)
- werden sie an Integrationsstellen (Palindrome) in Strukturgene eingebaut, inhibieren sie deren Funktion dadurch
- bestehen meist aus gegenläufigen Wiederholungen an den Enden und offenen Leserastern im Innenbereich
- kodieren so ihre "eigene" Transposase zur Integration ins Genom (sind somit ein Typ der DNA-Transposons)

Bei der Transposition wird die Integrationsstelle um einige Basenpaare versetzt geschnitten (durch die Transposase), die inverted repeats des IS-Elements werden angeheftet und die entstandenen Lücken an den Schnittstellen werden durch allgemeine DNA-Synthese geschlossen.
Die IS-Elemente wirken mutagen, da sie meist durch ihre Insertion in ein offenes Leseraster die Funktion des Gens zerstören, indem sie das Leseraster verschieben (rasterschub Mutation).
Es ist außerdem möglich, dass über homologe Sequenzen auf einem Plasmid und den IS-Elementen im Bakterienchromosom das Plasmid ins Bakterienchromosom insertiert wird.
Die inverted Repeats (IR) flankieren beidseits den für die Transposase codierenden Bereich. Sie bestehen aus nicht unbedingt identischen 10 bis 50 bp langen DNA-Sequenzen.